# Station Kalisat
Kalisat is een spoorwegstation in de Indonesische provincie Oost-Java.

## Bestemmingen
- Mutiara Timur: naar Station Banyuwangi Baru en Station Surabaya Gubeng
- Tawang Alun: naar Station Banyuwangi Baru en Station Malang Kotalama
- Sri Tanjung: naar Station Banyuwangi Baru en Station Yogya Lempuyangan
- Probowangi: naar Station Probolinggo en Station Banyuwangi
- Pandanwangi: naar Station Jember en Station Banyuwangi
- Jalur KA: Station Bangil - Station Kalisat
- Jalur KA: Station Kalisat - Station Panarukan
- Jalur KA: Station Kalisat - Station Banyuwangi Baru